# Мирабо (станция метро)
Мирабо (фр. Mirabeau) — станция линии 10 Парижского метрополитена, расположенная в XVI округе Парижа на одностороннем (движение в сторону Гар д'Остерлиц) участке линии 10. Названа по одноимённой улице (фр. Rue Mirabeau), получившей своё имя в честь французского политика Оноре Габриеля Рикети де Мирабо.

## История
- Станция открылась 30 сентября 1913 года в составе участка Шарль Мишель — Порт д'Отёй, входившего тогда в состав линии 8. 27 июля 1937 года, в результате реорганизации линий метро на левом берегу Парижа, станция вошла в состав линии 10.
- Пассажиропоток по станции по входу в 2011 году, по данным RATP, составил 1 387 272 человек[2]. В 2013 году этот показатель вырос до 1 420 987 пассажиров (281 место по уровню входного пассажиропотока в Парижском метро)[3]

## Особенности конструкции
В зале станции «Мирабо» происходит разветвление главных путей линии 10 на два односторонних участка: поезда в сторону станции «Гар д'Остерлиц» проходят по нижнему пути с платформой, а поезда в сторону Булони форсируют подъём по пути встречного направления без платформы, после чего поворачивают на противоположный участок и останавливаются на станции Эглиз д’Отёй. Путь западного направления, проходящий чуть выше уровня восточного направления, отгорожен забором. Эта атипичная конструкция была решена в рамках типового проекта парижской односводчатой станции мелкого заложения.

## Галерея

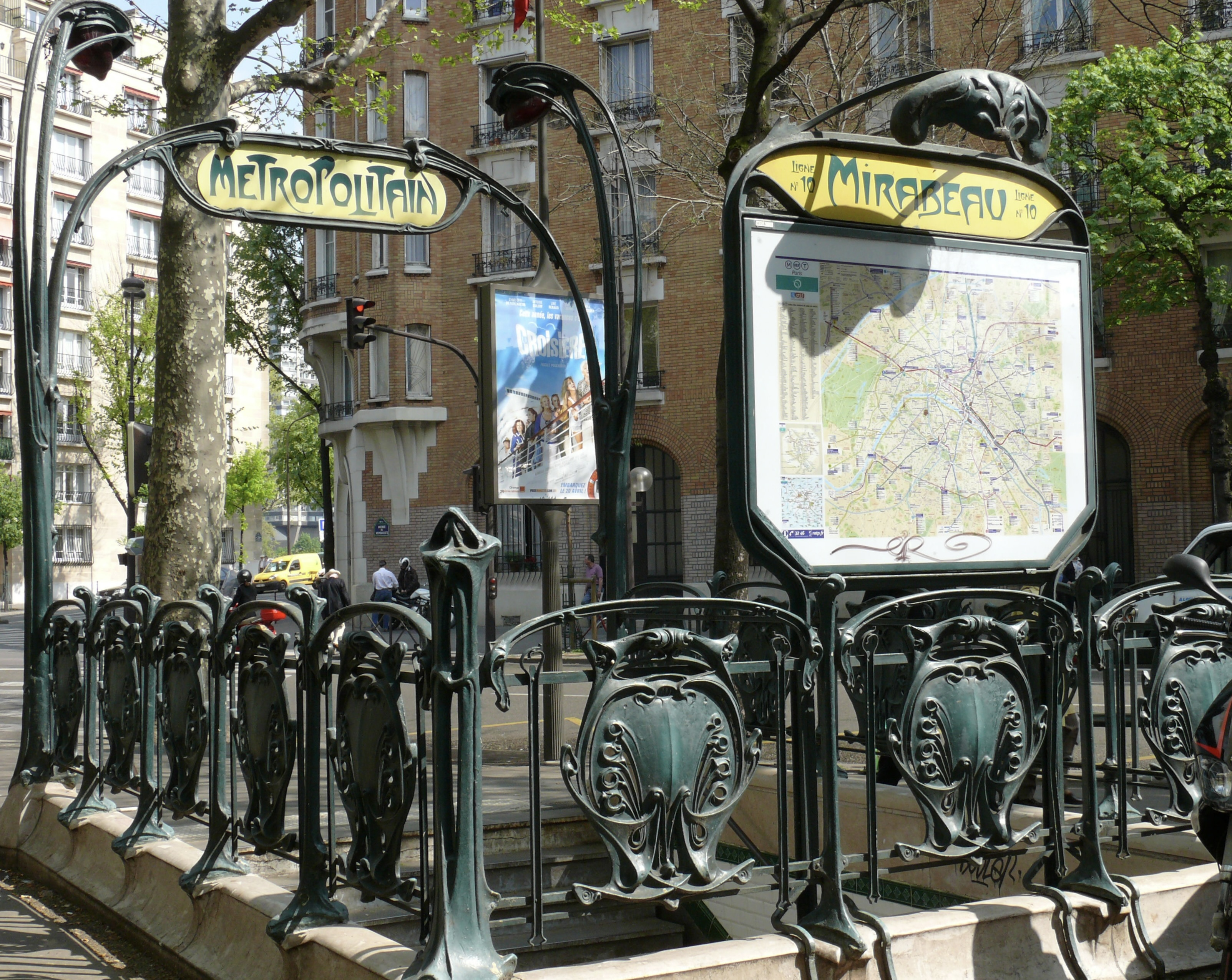
Лестничный сход
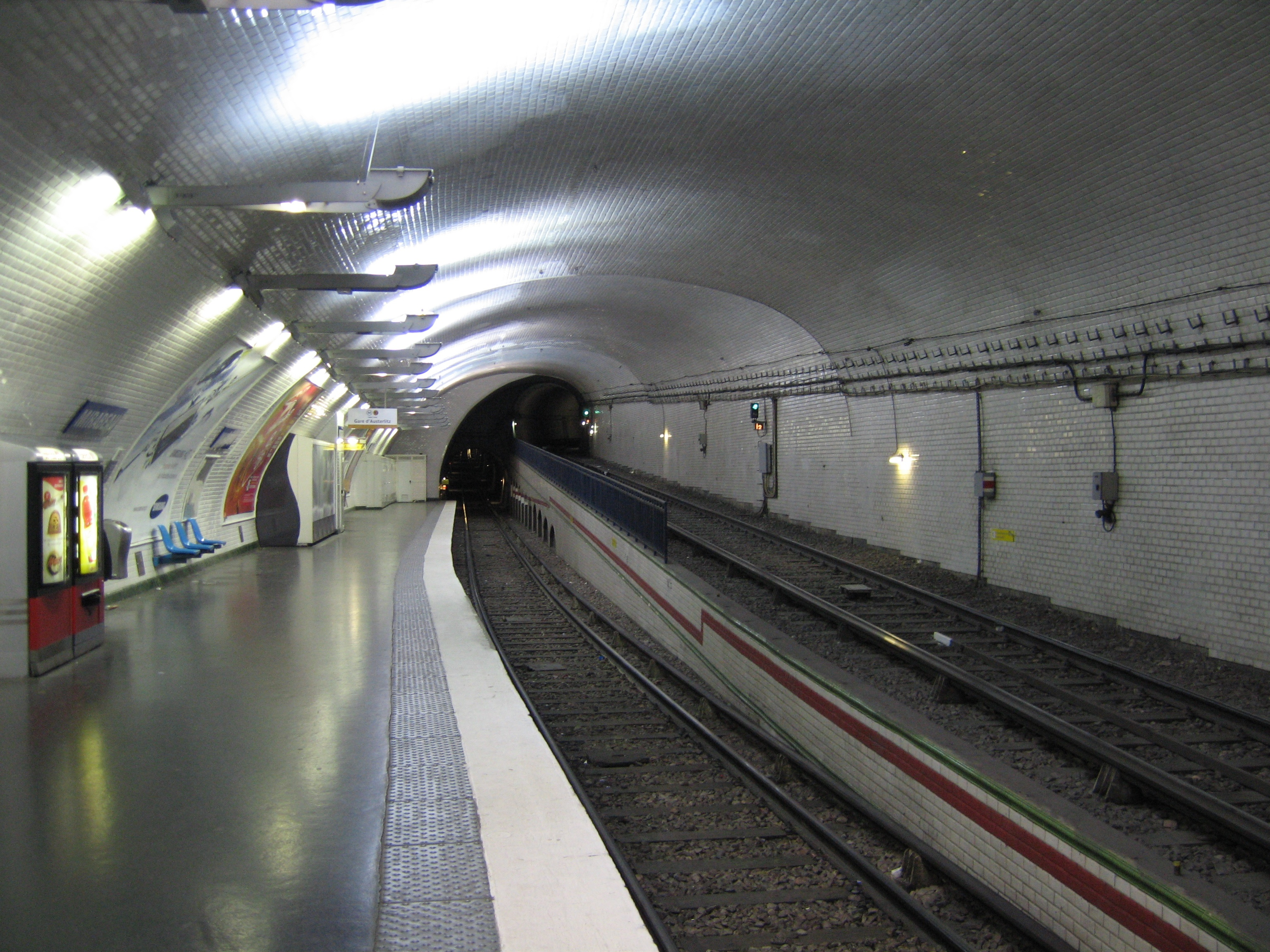
Обзорный вид